# Евунін
Евунін (пол. Ewunin) — село в Польщі, у гміні Вільколаз Красницького повіту Люблінського воєводства.
Населення — 131 особа (2011).
У 1975-1998 роках село належало до Люблінського воєводства.

## Демографія
Демографічна структура станом на 31 березня 2011 року:
|          | Загалом | Допрацездатний вік | Працездатний вік | Постпрацездатний вік |
| -------- | ------- | ------------------ | ---------------- | -------------------- |
| Чоловіки | 63      | 13                 | 36               | 14                   |
| Жінки    | 68      | 10                 | 30               | 28                   |
| Разом    | 131     | 23                 | 66               | 42                   |